# Дресселгауз, Милдред
Милдред Дресселгауз (англ. Mildred S. Dresselhaus, в девичестве Спивак (Spiewak); 11 ноября 1930, Бруклин, Нью-Йорк, США — 20 февраля 2017, Кембридж, Массачусетс, США) — американский физик, первая женщина, ставшая институтским профессором и почётным профессором физики и электротехники Массачусетского технологического института. Одна из крупнейших специалистов по физике углерода и нанотехнологиям на его основе.
Награждена Национальной научной медалью в 1990 году за изучение электронных свойств металлов и полуметаллов, а также за увеличение вклада женщин в академическую науку и инженерию. 

## Биография
Родилась в Бруклине в семье еврейских иммигрантов из Польши. Выросла в Бронксе, куда семья перебралась в 1934 году. Здесь у неё впервые проявился интерес к науке, чему немало способствовал бесплатный доступ в многочисленные нью-йоркские музеи. Поступила в школу при Хантерском колледже, где не только стала одной из лучших учениц, но и получила первый педагогический опыт, зарабатывая репетиторством. Во второй половине 1940-х годов, обучаясь в самом колледже, она многому научилась у будущего нобелевского лауреата Розалин Ялоу, преподававшей на тот момент в Хантере. Кроме того Милдред была вынуждена помогать менее подготовленным парням, многие из которых вернулись с войны и получали образование в рамках G.I. Bill, и благодаря этому, по её собственным словам, она «никогда не думала в колледже, что наука была мужской профессией».
После окончания колледжа продолжила учёбу в Кембриджском университете по программе Фулбрайта, а также в Гарвардском университете, где получила магистерскую степень. В 1958 году защитила докторскую диссертацию в Чикагском университете. После нескольких лет в Корнеллском университете перешла в Лабораторию Линкольна Массачусетского технологического института (МТИ). Получила должность приглашённого профессора электротехники в 1967 году, в следующем году — постоянную позицию в институте, а в 1983 году — должность профессора физики (впоследствии почётного профессора физики и электротехники). В 1985 году ей присвоили звание Институтского профессора МТИ. Она разработала и читала в течение ряда лет там оригинальный курс физики твёрдого тела, ориентированный на физиков-практиков и инженеров.
В 2000—2001 годах директор отдела по науке в Министерстве энергетики США. В 2003—2008 годах председатель управляющего органа Американского института физики. Дресселгауз выполняла обязанности президента Американского физического общества, президента Американской ассоциации содействия развитию науки, а также казначея Национальной академии наук США.
В своей исследовательской работе посвятила много времени поддержке усилий, направленных на увеличение участия женщин в научных исследованиях. В 1970-е годы она организовала в МТИ специальный семинар, на котором студентки и студенты могли получить совет и поддержку, а также приобрести полезные для инженеров навыки. Другой её педагогической находкой, которая в настоящее время является общепринятой, а тогда встречалась крайне редко, было проведение регулярных собраний её исследовательской группы, на которых студенты и сотрудники могли научиться чему-то новому друг у друга. Среди учеников Дресселгауз такие физики, как Най-Чанг Йех, Грег Тимп, Мансур Шайеган (Mansour Shayegan), Джеймс Спек (James S. Speck) и Ахмет Эрбиль (Ahmet Erbil).
Была замужем за Джином Дресселгаузом (Gene Dresselhaus), известным физиком-теоретиком, имела четырёх детей.

## Научная деятельность
На протяжении своей карьеры в Лаборатории Линкольна МТИ занималась сверхпроводимостью, магнитооптикой и провела серию экспериментов, проясняющих глубинную природу электронной структуры полуметаллов, особенно графита. Дресселгауз особенно известна своим вкладом в изучение термоэлектрических свойств низкоразмерных структур, свойств аллотропных соединений углерода, в частности графита, углеродных нанотрубок и фуллеренов. Так, на раннем этапе своей карьеры она внесла значительный вклад в изучение процессов интеркаляции тех или иных соединений в структуру графита, что представляет интерес для разработки новых материалов для хранения энергии. Она одной из первых предсказала существование углеродных нанотрубок и теоретически показала, что одностенные нанотрубки могут обладать металлическими или полупроводниковыми свойствами в зависимости от своей геометрии. В её работах 1993 года была впервые предложена возможность улучшить термоэлектрические качества материала, если приготовить его в виде структуры типа сверхрешётки квантовых ям или одномерных нанопроволок.
Для получения результатов Дресселгауз и её сотрудники широко использовали и развивали методы расчёта зонных структур, комбинационного рассеяния света и высоко-полевые магнитотранспортные методы. Так, усовершенствование методики комбинационного рассеяния, проведённое под её руководством, нашло применение в самых разных областях науки.

## Награды и отличия
- Национальная научная медаль (1990)
- Медаль Комптона (2000)
- Медаль основателей IEEE (2004)
- Премия Гарольда Пендера (2006)
- Премия Л’Ореаль — ЮНЕСКО «Для женщин в науке» (2007)
- Медаль Эрстеда (2008)
- Премия Оливера Бакли (2008)
- Lise-Meitner-Lectures[нем.] (2008)
- Vannevar Bush Award (2009)
- Премия Энрико Ферми (2010)
- Премия Кавли (2012) «за вклад в изучение фононов, электрон-фононного взаимодействия и теплового транспорта в наноструктурах»[14]
- Gothenburg Lise Meitner Award, Gothenburg Physics Centre (2013)
- Президентская медаль Свободы (2014)
- Медаль почёта IEEE (2015)
- Почётный доктор Оксфордского университета (2016)
- Медаль Бенджамина Франклина (2017)

## Публикации

### Книги
- Dresselhaus M.S., Dresselhaus G., Sugihara K., Spain I.L., Goldberg H.A. Graphite Fibers and Filaments. — Springer, 1988.
- Dresselhaus M.S., Kalish R. Ion Implantation in Diamond, Graphite and Related Materials. — Springer, 1992.
- Endo M., Iijima S., Dresselhaus M.S. Carbon nanotubes. — Pergamon Press, 1996.
- Dresselhaus M.S., Dresselhaus G., Eklund P.C. Science of fullerenes and carbon nanotubes. — Academic Press, 1996.
- Saito R., Dresselhaus G., Dresselhaus M.S. Physical properties of carbon nanotubes. — World Scientific, 1998.
- Dresselhaus M.S., Dresselhaus G., Jorio A. Group theory: application to the physics of condensed matter. — Springer, 2008.
- Jorio A., Dresselhaus M.S., Saito R., Dresselhaus G. Raman Spectroscopy in Graphene Related Systems. — Wiley, 2011.

### Основные научные статьи
- Dresselhaus G., Dresselhaus M.S. Spin-Orbit Interaction in Graphite // Physical Review. — 1965. — Vol. 140. — P. A401—A412. — doi:10.1103/PhysRev.140.A401.
- Dresselhaus G., Dresselhaus M.S. Fourier Expansion for the Electronic Energy Bands in Silicon and Germanium // Physical Review. — 1967. — Vol. 160. — P. 649—679. — doi:10.1103/PhysRev.160.649.
- Vecchi M.P., Dresselhaus M.S. Temperature dependence of the band parameters of bismuth // Physical Review B. — 1974. — Vol. 10. — P. 771—774. — doi:10.1103/PhysRevB.10.771.
- Dresselhaus M.S., Dresselhaus G. Intercalation compounds of graphite // Advances in Physics. — 1981. — Vol. 30. — P. 139—326. — doi:10.1080/00018738100101367.
- Saito R., Fujita M., Dresselhaus G., Dresselhaus M.S. Electronic structure of chiral graphene tubules // Applied Physics Letters. — 1992. — Vol. 60. — P. 2204. — doi:10.1063/1.107080.
- Saito R., Fujita M., Dresselhaus G., Dresselhaus M.S. Electronic structure of graphene tubules based on C60 // Physical Review B. — 1992. — Vol. 46. — P. 1804—1811. — doi:10.1103/PhysRevB.46.1804.
- Hicks L.D., Dresselhaus M.S. Effect of quantum-well structures on the thermoelectric figure of merit // Physical Review B. — 1993. — Vol. 47. — P. 12727—12731. — doi:10.1103/PhysRevB.47.12727.
- Hicks L.D., Dresselhaus M.S. Thermoelectric figure of merit of a one-dimensional conductor // Physical Review B. — 1993. — Vol. 47. — P. 16631—16634. — doi:10.1103/PhysRevB.47.16631.
- Dresselhaus M.S., Dresselhaus G., Saito R. Physics of carbon nanotubes // Carbon. — 1995. — Vol. 33. — P. 883—891. — doi:10.1016/0008-6223(95)00017-8.
- Nakada K., Fujita M., Dresselhaus G., Dresselhaus M.S. Edge state in graphene ribbons: Nanometer size effect and edge shape dependence // Physical Review B. — 1996. — Vol. 54. — P. 17954—17961. — doi:10.1103/PhysRevB.54.17954.
- Rao A.M., Richter E., Bandow S., Chase B., Eklund P.C., Williams K.A., Fang S., Subbaswamy K.R., Menon M., Thess A., Smalley R.E., Dresselhaus G., Dresselhaus M.S. Diameter-Selective Raman Scattering from Vibrational Modes in Carbon Nanotubes // Science. — 1997. — Vol. 275. — P. 187—191. — doi:10.1126/science.275.5297.187.
- Liu C., Fan Y.Y., Liu M., Cong H.T., Cheng H.M., Dresselhaus M.S. Hydrogen Storage in Single-Walled Carbon Nanotubes at Room Temperature // Science. — 1999. — Vol. 286. — P. 1127—1129. — doi:10.1126/science.286.5442.1127.
- Dresselhaus M.S., Eklund P.C. Phonons in carbon nanotubes // Advances in Physics. — 2000. — Vol. 49. — P. 705—814. — doi:10.1080/000187300413184.
- Dresselhaus M.S., Dresselhaus G. Intercalation compounds of graphite // Advances in Physics. — 2002. — Vol. 51. — P. 1—186. — doi:10.1080/00018730110113644.
- Dresselhaus M.S., Dresselhaus G., Saito R., Jorio A. Raman spectroscopy of carbon nanotubes // Physics Reports. — 2005. — Vol. 409. — P. 47—99. — doi:10.1016/j.physrep.2004.10.006.
- Poudel B., Hao Q., Ma Y., Lan Y., Minnich A., Yu B., Yan X., Wang D., Muto A., Vashaee D., Chen X., Liu J., Dresselhaus M.S., Chen G., Ren Z. High-Thermoelectric Performance of Nanostructured Bismuth Antimony Telluride Bulk Alloys // Science. — 2008. — Vol. 320. — P. 634—638. — doi:10.1126/science.1156446.
- Reina A., Jia X., Ho J., Nezich D., Son H., Bulovic V., Dresselhaus M.S., Kong J. Large Area, Few-Layer Graphene Films on Arbitrary Substrates by Chemical Vapor Deposition // Nano Letters. — 2009. — Vol. 9. — P. 30—35. — doi:10.1021/nl801827v.
- Malard L.M., Pimenta M.A., Dresselhaus G., Dresselhaus M.S. Raman spectroscopy in graphene // Physics Reports. — 2009. — Vol. 473. — P. 51—87. — doi:10.1016/j.physrep.2009.02.003.